# كنيسة تيسير

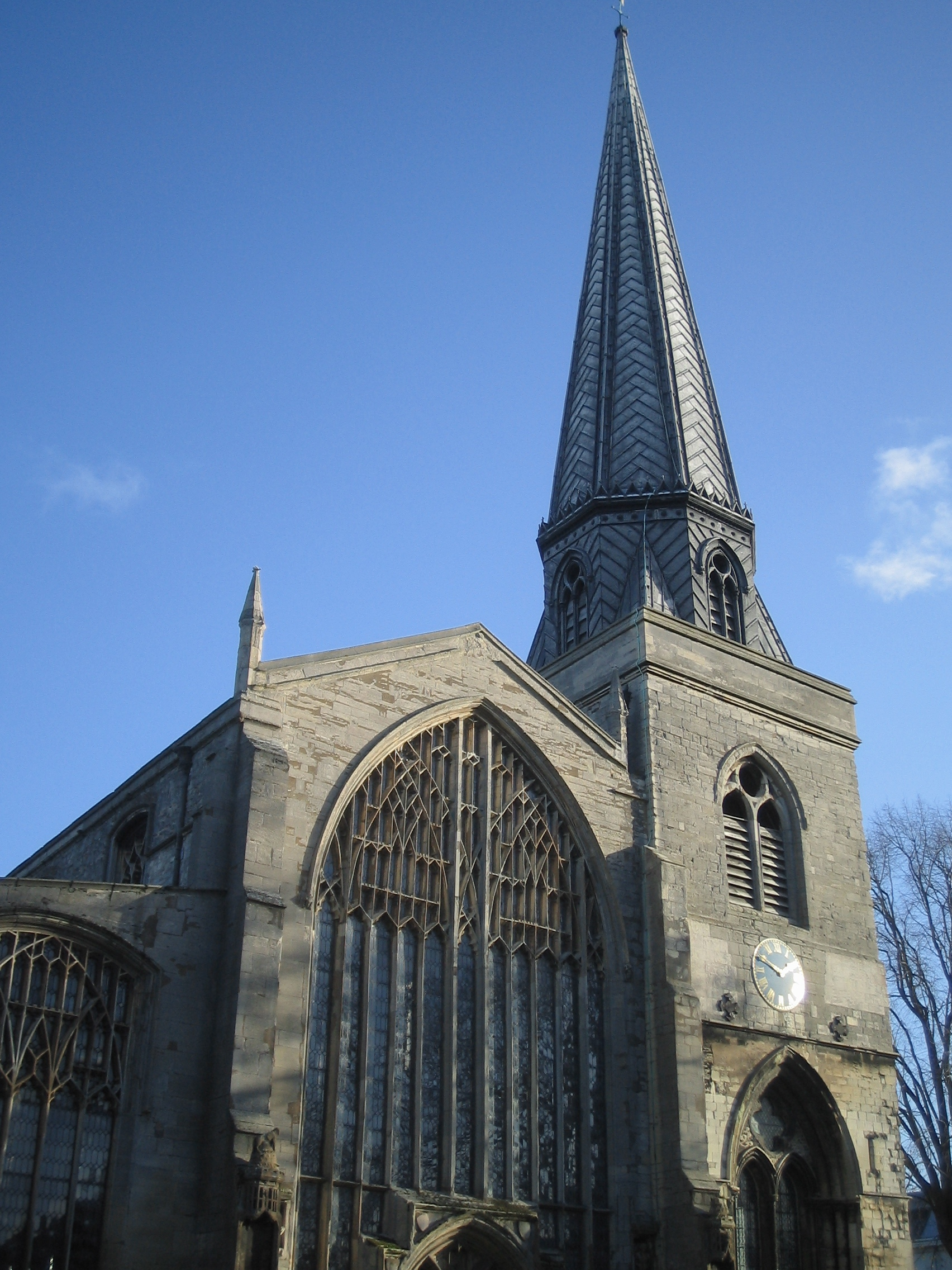
كنيسة القديس يقولا في أكبر كنيسة تيسير في إنجلترا

كنيسة تيسير مبنى كنيسة آخر غير كنيسة الأبرشية يُبني داخل حدود الرعية لحضور الذين لا يستطيعون الوصول إلى كنيسة الرعية بسهولة، بسبب المسافة والمشقة عمومًا.